# 巴鲁克·塞缪尔·布隆伯格
巴鲁克·塞缪尔·布隆伯格（英語：Baruch Samuel Blumberg，1925年7月28日—2011年4月5日），犹太人，美国涉猎广泛的科学家，B肝病毒發現者，此外还对库鲁病有过深入研究。他与丹尼尔·卡尔顿·盖杜谢克因對傳染病的起源及傳播的研究共同获得了1976年的诺贝尔生理学或医学奖。由于发现传染病产生和传播的新机制，從而促進了乙型肝炎疫苗的研製,推动了人类对乙型肝炎控制，在全世界产生了深远影响。截至2006年12月,全球164个国家实施乙肝疫苗免疫接种，大大降低了乙肝病毒感染率。巴鲁克·塞缪尔·布隆伯格从而成为拯救肝癌病人最多的专家。

## 生平
布隆伯格教授1925年7月28日出生于纽约市布鲁克林区，他是家中三个孩子的排行老二。他在那里读了小学。40年代初，布隆伯格随后进入法尔罗卡韦高中。二战中布隆伯格成为美国海军军官。退役后他加入位于家乡纽约的斯克内克塔迪(英語：Schenectady)大学，并以优异的成绩从那里毕业。毕业后进入哥伦比亚大学的研究生课程学习，成为哥伦比亚学院的内科和外科的实习医生，1951年布隆伯格获得医学博士学位，留在哥伦比亚长老会医疗中心作为一个实习生与住院医师工作四年，然后在牛津大学生物化学研究所工作，1957年他在那里获得了哲学博士学位。随后返回美国。1957-1965年他为美国国立健康研究院（NIH）工作。1963年布隆伯格教授发现了乙型肝炎病毒。1964年布隆伯格教授参与了美国费城福克斯·蔡斯癌症中心（Fox Chase）的筹建，1964年到1986年担任该中心癌症研究所临床研究的副主任，布隆伯格教授大部分职业生涯都在那里度过。 1977年，成为美国宾夕法尼亚大学医学院和人类学教授。从1986年到1989年，他担任人体肿瘤学的副主席。1989年至1994年他回到牛津大学的巴利奥尔学院（Oxford，Balliol College）担任首席科学家。1994年当选为美国艺术与科学学院院士。1999年至2002年，布隆伯格担任美国航天局天体生物学研究所第一任所长。2005年始，布隆伯格教授当选美国哲学学会（American Philosophical Society ）主席，直至去世。
20世纪40年代发现血液能传播乙型肝炎后，医学界就开始寻找引起乙肝的病原微生物，但是花了20多年的时间仍没有结果。直到20世纪60年代，一位从事内科学和生物化学研究的专家巴鲁克·布隆伯格，才改变了这种状态。那时，布隆伯格在美国健康研究院(NIH)工作，他的兴趣不是肝炎，而是一个基础问题：血清抗原的遗传多态性与疾病易感性的关系。他通过研究血液的遺傳性多形變態現象，檢查了各種人群的血液樣品，以確定遺傳變異如何影響人體對疾病（尤其是肝炎）的感受性。1966年初，一个偶然的发现使布隆伯格和合作者们开始考虑澳大利亚抗原(现名乙肝表面抗原)与肝炎的关系。在做了更多的试验后，布隆伯格等人在1966年底发表论文，提出澳大利亚抗原与急性病毒性肝炎之间有密切关系，可能通过输血传染。
布隆伯格因他的澳大利亚抗原工作获得了1976年度诺贝尔医学与生理学奖。
布隆伯格等人提出的用人类血液病毒的一个子单位做疫苗的想法，默克研究所的研究人员认为这个想法对疫苗的制备有重要意义，于1971年从布隆伯格所在的研究机构获得许可，开始了乙肝疫苗的应用研究。经过多年大量的研究和测试，终于研制成功从血液中提纯乙肝表面抗原制备的乙肝疫苗的产品，该疫苗能提供高于90%的乙肝免疫力，用血液生产的疫苗1981年投入使用，这就是第一代疫苗－－血源性疫苗，首支能够预防人类癌症的疫苗，这拯救了全球数计百万记的生命。
布隆伯格2006年访问中国时，曾为自己发现乙肝检测技术感到“遗憾”，因为“导致了这么多中国人面临如此尴尬的境地”。这就是中国常见的乙肝歧视。2011年4月5日布隆伯格在加利福尼亞州山景城突发心脏病去世，享年85歲。

## 评价
- 为了纪念乙肝病毒的发现者、诺贝尔奖得主巴鲁克·塞缪尔·布隆伯格的生日，2011年，世界卫生组织（WHO）选定7月28日作为世界肝炎日。
- 美国福克斯·蔡斯癌症中心（Fox Chase）的名誉科学部主任安·斯卡尔卡（Ann Skalka）告诉《费城探索报》记者：“拯救肝癌病人最多的专家布隆伯格是一个精彩、乐观的人。无论在工作上，还是在他的个人生活中，他总是喜欢寻求新的冒险，他对我们所有员工都有很大的影响，他的离去给我们留下了巨大的空落感，我们为他哀悼。”
- “很公道的说，巴鲁克·塞缪尔·布隆伯格比有生以来任何人挽救的癌症患者都多。”美国福克斯·蔡斯癌症中心的科学部主任这样告诉《华盛顿邮报》记者。
- 全球不计其数的报纸和其它媒体网点，使用不同语言的国家都在纪念布隆伯格的生平和其对科学的贡献。其中有《费城探索报》、《纽约时报》、《华盛顿邮报》和《英国电报》等。